# Cordylobia ebadiana
Cordylobia ebadiana är en tvåvingeart som beskrevs av Andy Z. Lehrer och Goergen 2006. Cordylobia ebadiana ingår i släktet Cordylobia och familjen spyflugor.
Artens utbredningsområde är Togo. Inga underarter finns listade i Catalogue of Life.